# マイティガンヴォルト バースト
『マイティガンヴォルト バースト』（Mighty Gunvolt Burst）は、インティ・クリエイツより2017年6月にニンテンドーeショップにてダウンロード配信が開始されたNintendo Switchおよびニンテンドー3DS用ゲームソフト。PlayStation 4版である『ぎゃるガンヴォルト バースト』（Gal Gunvolt Burst）についても扱う。

## 概要
『マイティガンヴォルト』を踏襲したレトロ調グラフィックの横スクロールアクションゲーム。ファミコン風だった前作に対し、グラフィックは90年代風のドット絵になっている。
敵に接近して倒すことで発生する「バーストコンボ」やプレイアブルキャラクターのカスタマイズシステムが特徴。Nintendo Switch版ではHD振動に対応し、怪しいポイントをプレーヤーに知らせてくれる「ダウジング」機能もある。
プレイアブルキャラクターは『蒼き雷霆 ガンヴォルト 爪』の主人公であるガンヴォルト、『Mighty No. 9』のベックの2人で、仮想空間からの脱出を目指すという設定になっており、ステージボスは主に『Mighty No. 9』の敵キャラクター達である。ダウンロードコンテンツで前述の2作品や『ぎゃる☆がん』シリーズからプレイアブルキャラクターが追加される。
2018年3月15日にはPS4向けに『ぎゃるガンヴォルト バースト』が配信開始された。Switch/3DS版ではDLCだった「えころ」がプレイアブルキャラクターとして最初から選択可能。DLCを揃えればSwitch版とPS4版は同等のプレイアブルキャラクター数になるが、3DS版のDLCにはテンゾウが無い。

## 登場キャラクター

### プレイアブルキャラクター
ベック
時系列的には『Mighty No. 9』の後になっているため最初から9種類のショットを使い分けられるが、訓練中ということで変形能力はオミットされている。
ガンヴォルト
専用モジュールの取得で4種類の雷撃、空中ジャンプを取得する。
えころ
『ぎゃる☆がん』に登場する天使。火力・体力は低めだが、ゲージを溜めて発動する「女神の祝福」で一定時間バースト強化と無敵化の効果がある。専用モジュールの取得で滞空が可能。
コール
『Mighty No. 9』に登場する少女型ロボット。専用ゲージを消費することによりバリアが張れ、専用サポートキャラ「パッチ」による加勢がある。
シアン
ガンヴォルトに宿る電子の謡精の能力者。歌をモチーフにした攻撃や二段ジャンプが可能。
RAY
『Mighty No. 9』に登場するベックの姉。自身の体力が常時減り続けるため、敵を攻撃することで回復させる「Xel崩壊」はカスタマイズでOFFに出来る。乱れ斬り、コラプス・レイ、空中回転しながらの突進といった高い攻撃力を持つ。
アキュラ
『蒼き雷霆 ガンヴォルト 爪』のもう一人の主人公である科学者の少年。サポートキャラRoroにより（ベック同様）マイティーナンバーズの能力をサンプリング可能。専用モジュールの取得で空中ダッシュZが使用可能。
くろな
『ぎゃる☆がん だぶるぴーす』に登場する見習い悪魔。移動速度は速めだが攻撃力は低い。ゲージを溜めて発動する「悪魔力解放」で一定時間攻撃力がアップする。専用モジュールの取得で敵の踏みつけや滞空が可能。
テンゾウ
『ぎゃる☆がん』の主人公で、『ぎゃる☆がん2』の主人公（デフォルト名無し）のゴーグルに似た「ブラスターゴーグル」を装着。ぱたこ・えころとのスリーピースで参戦。ゲージを溜めて「ドキドキモード」が発動する他、専用モジュールの取得で「天使の導き」による空中移動が可能。

### 敵キャラクター
ラウンドディガー
市街地のボス。『Mighty No. 9』ではロボット工場の中ボス。
パイロジェン
石油プラットフォームのボス。以下、カウンターシェードまでは『Mighty No. 9』のマイティナンバーズ。
クライオスフィア
水道局のボス。
ダイナトロン
発電所のボス。
サイズミック
鉱山のボス。
バタリオン
軍事基地のボス。
アヴィエイター
電波塔のボス。
ブランディッシュ
ハイウェイのボス。
カウンターシェード
大統領官邸のボス。
ブライアーガーディアン
亜空の海のボス。
プラズマレギオン
ディストピアのボス。
テセオ
本作の最終ボスにして黒幕。『蒼き雷霆 ガンヴォルト 爪』ではグリモワルドセブンの一人。